# Hippomacha actinodes
Hippomacha actinodes är en fjärilsart som beskrevs av Turner 1940. Hippomacha actinodes ingår i släktet Hippomacha och familjen plattmalar. Inga underarter finns listade i Catalogue of Life.